# Ifconfig
ifconfig je Unix naredba, obično dostupna na svim *nix operacijskim sustavima kao naredba sustava. Služi za pregled i postavljanje parametara mrežnih uređaja, žičnih i bežičnih. Dio je paketa net-tools, koji je donedavno bio defaultno instaliran u većini Linux distribucija, polako ga zamjenjuje naredba ip iz iproute2 paketa.
Za lokalno mrežno sučelje 127.0.0.1 ispis na Linux OS-u izgleda ovako:
```
$ ifconfig lo
lo: flags=73<UP,LOOPBACK,RUNNING>  mtu 65536
        inet 127.0.0.1  netmask 255.0.0.0
        inet6 ::1  prefixlen 128  scopeid 0x10<host>
        loop  txqueuelen 1000  (Local Loopback)
        RX packets 898643  bytes 1332926646 (1.3 GB)
        RX errors 0  dropped 0  overruns 0  frame 0
        TX packets 898643  bytes 1332926646 (1.3 GB)
        TX errors 0  dropped 0 overruns 0  carrier 0  collisions 0

```

## Slične naredbe
Na Windows operacijskim sustavima postoji naredba ipconfig, sa sličnim opcijama i mogućnostima.

## Vanjske poveznice
- http://net-tools.sourceforge.net/man/ifconfig.8.html - službena stranica ifconfig naredbe kao dijela net-tools paketa